# Portokavale Anastomose
Als portokavale Anastomosen werden verschiedene Umgehungskreisläufe des Blutkreislaufs bezeichnet, die bei einer Stauung der Pfortader (Vena portae hepatis) eine Ableitung des Blutes zur oberen und unteren Hohlvene (Vena cava superior und Vena cava inferior) ermöglichen. Diese Stauung kann durch eine portale Hypertension auftreten. Die Kapazitäten der alternativen Ableitungswege sind allerdings stark eingeschränkt, weshalb es aufgrund des erhöhten Stauungsdruckes zu klinischen Symptomen, wie zum Beispiel das Caput medusae, eine verstärkte Venenzeichnung im Bereich des Bauchnabels, kommen kann. Besonders gefährlich sind die durch den Bluthochdruck entstehenden Krampfadern in der Speiseröhre, sogenannte Ösophagusvarizen, die bei Einrissen zu lebensgefährlichen Blutungen führen können.
Folgende Umgehungskreisläufe zählen zu den portokavalen Anastomosen:
- Vena portae hepatis → Venae gastricae → Venae oesophageae → Vena azygos/hemiazygos → Vena cava superior

- Vena portae hepatis → Venae paraumbilicales → Vena epigastrica superior → Vena thoracica interna → Vena brachiocephalica → Vena cava superior

- Vena portae hepatis → Venae paraumbilicales → Vena epigastrica inferior → Vena iliaca externa → Vena cava inferior

- Vena portae hepatis → Vena mesenterica superior/inferior → Venae colicae → Venae lumbales ascendentes → Vena azygos/hemiazygos → Vena cava superior

- Vena portae hepatis → Vena mesenterica inferior → Vena colica sinistra → Vena testicularis/ovarica sinistra → Vena renalis sinistra → Vena cava inferior

- Vena portae hepatis → Vena mesenterica inferior → Vena rectalis superior → Vena rectalis media/inferior → Vena iliaca interna → Vena cava inferior